# 民主大会党
民主大会党（希腊语：Δημοκρατικός Συναγερμός, Dimokratikós Sinayermós，缩写为DISY），塞浦路斯中间偏右政党，成立于1976年7月4日。
該黨于1993－2003年是塞浦路斯的執政黨。
2006年5月21日，该党得票率30.52%，56个席位中的18个。2011年5月22日选举中，该党得票率34.27%，获得56个席位中的20个，成為最大黨。
2013年總統選舉，該黨候選人在第二輪投票取得勝利，擊敗執政共產主义政党勞動人民進步黨，重新執政。